# Alpaida almada
Alpaida almada Levi, 1988 è un ragno appartenente alla famiglia Araneidae.

## Etimologia
Il nome della specie si riferisce alla località brasiliana di rinvenimento: Fazenda Almada, nello stato di Bahia

## Caratteristiche
L'olotipo femminile rinvenuto ha dimensioni: cefalotorace lungo 2,7mm, largo 2,2mm; il maschio, invece, è lungo 2,7mm, largo 1,9mm.

## Distribuzione
La specie è stata rinvenuta nel Brasile orientale: nella località Fazenda Almada, nel territorio del comune di Uruçuca, appartenente allo stato di Bahia.

## Tassonomia
Al 2014 non sono note sottospecie e dal 2002 non sono stati esaminati nuovi esemplari.